# Kneheim
Kneheim ist eine Bauerschaft der Gemeinde Lastrup im Landkreis Cloppenburg in Niedersachsen.

## Leben in Kneheim
Die St. Michael-Kirche von 1801 bildet den Mittelpunkt der ungefähr 700 Einwohner zählenden Lastruper Bauerschaft. In unmittelbarer Nähe befindet sich das Pfarrheim, in dem es auch eine Bücherei gibt. Die Kinder des Dorfes werden im Hand-in-Hand-Kindergarten betreut. Ebenso gibt es den Sportverein BV Kneheim, in dem viele Einwohner des Dorfes aktiv sind. Unter anderem werden hier die Sportarten Fußball, Tennis, Tanzen und Gymnastik angeboten. Die Jugend des Dorfes organisiert sich zudem in der KLJB.

## Geographie und Verkehrsanbindung
Kneheim liegt östlich des Kernortes Lastrup an der Kreisstraße K 166. Nördlich verläuft die B 213, östlich die B 68. Der Dorfbach und der Brinkerbach fließen südlich, die Moldau fließt westlich. Bis 1953 durchquerte die regional berühmte Kleinbahn „Pingel Anton“ den Ort Kneheim auf ihrem Weg von der Landesgrenze zum Endhaltepunkt Cloppenburg. Hieran erinnert das Kleinbahndenkmal an der gleichnamigen Straße „Pingel Anton“.

## Söhne und Töchter (Auswahl)
- Heinrich Grafenhorst (1906–1970), römisch-katholischer Priester und Offizial in Vechta
- Mechthild Lanfermann (1969–2024), Autorin[1]